# Vince Vaughn
Vincent Anthony "Vince" Vaughn (sinh 28 tháng 3 năm 1970) là một diễn viên, nhà sản xuất, nhà viết kịch và nhà hoạt động vì nhân quyền người Mỹ.
Vaughn bắt đầu sự nghiệp diễn xuất vào cuối những năm 1980, xuất hiện trong những vai nhỏ trước khi nhận được sự chú ý trong phim hài năm 1996 Swingers. Anh cũng xuất hiện trong nhiều phim của thập niên 1990 như Rudy (1993), phim khoa học viễn tưởng The Lost World: Jurassic Park (1997), và phim Return to Paradise (1998).
Trong thập niên 2000, anh tham gia phim hài Old School (2003), phim hài kịch thể thao Dodgeball: A True Underdog Story (2004), phim hài kịch tình cảm Wedding Crashers (2005) và The Break-Up (2006), cùng với phim hài chủ đề Giáng Sinh Fred Claus (2007).Trong thập niên 2010 anh tham gia phim Couples Retreat (2010), phim hài kịch viễn tưởng The Watch (2012), và phim hài The Internship (2013). Anh đang là ngôi sao trong phim hình sự của HBO True Detective cùng với Colin Farrell và Rachel McAdams.